# گمینا سووکوویتسه
گمینا سووکوویتسه (به لهستانی:  Gmina Sułkowice) یک گمینا در لهستان است که در شهرستان مشلنگتسه واقع شده‌است. گمینا سووکوویتسه ۶۰٫۵۳ کیلومتر مربع مساحت و ۱۳٬۷۸۴ نفر جمعیت دارد.